# 川原木信號場
川原木信號場（日语：／ Kawaragi-shingōjō */?）是一位於日本大分縣佐伯市、隸屬於九州旅客鐵道（JR九州）的鐵路設施，此信號場十分接近國道10號，可乘坐大分巴士於「岸之上」巴士站下車，再向山邊方向即可到達。

## 線號構造
設有2線，供列車交換之用，採取「主線、側線」的方式，靠向民房一方為主線（1號線）；貼近山坡為側線（2號線），現時每天有數個時段列車會進行交換，正常情況下，上行列車全使用左方1號線通過，而下行列車當不用交匯時，亦會使用右方1號線通行，因為主線的弧度較小，但當列車交匯時，下行列車會入左側2號線作慢行或停車，讓出主軌道讓另一方列車駛過。

### 站房
於雙軌段近重岡方向曾經設有一座單層水泥建成信號控制室一座，前方有一個細小的月台供職員上落。在未轉用電子信號時，本站採用人手通票交滙，後來當信號自動化及電子化後，站員被撒去，相關的站房亦沒有保留的用處，因此被拆去，現時，相關的小月台仍然保留，而在原址附近，則另外興建了一座水泥的信號控制房。

## 歷史
- 1962年10月1日：日本國有鐵道信號場開設[1]。
- 1987年4月1日：日本國鐵分割民營化，信號場的營運由JR九州繼承。
- 2017年：

- 9月19日：因颱風泰利的影響，使路線在9月17日起暫停營運，臼杵站至延岡站之間不通，佐伯站至延岡站之間開設代行巴士。
- 9月25日：佐伯站至市棚站之間重開，代行巴士停止運行。

## 相鄰車站
九州旅客鐵道
■日豐本線
直川 － 川原木信號場 － 重岡